# Schlotheimia doii
Schlotheimia doii là một loài rêu trong họ Orthotrichaceae. Loài này được Sakurai mô tả khoa học đầu tiên năm 1933.
Danh pháp khoa học của loài này chưa được làm sáng tỏ. 